# Cleopatra 2525
A Cleopatra 2525 2000-es amerikai kalandfilmsorozat, amely 2525-ben játszódik.

## Történet
Cleopatra, a táncos babérokra törő lány 2001 óta hibernálva van. A Földön robotok uralkodnak, ezért az emberiség arra kényszerül, hogy a föld alatt húzza meg magát. Akadnak olyanok, akik megpróbálnak harcolni a jelenlegi helyzet ellen, ilyenek Helen és Sarge is, akikhez csatlakozik Cleopatra is.

## Szereplők
| Szerep             | Színész             | Magyar hang       |
| ------------------ | ------------------- | ----------------- |
| 'Cleo' Cleopatra   | Jennifer Sky        | Major Melinda     |
| Helen 'Hel' Carter | Gina Torres         | Horváth Lili      |
| Rose / Sarge       | Victoria Pratt      | Árkosi Kati       |
| Mauser             | Patrick Kake        | Haás Vander Péter |
| Horst              | David Press         |                   |
| A Hang             | Elizabeth Hawthorne |                   |
| Raina              | Danielle Cormack    |                   |
| Creegan            | Joel Tobeck         |                   |
| Lara               | Stacey Edgar        |                   |
| Schrager           | Stephen Lovatt      |                   |
| Gyóntató           | Mark Ferguson       |                   |
| Quint              | Colin Moy           |                   |
| Porter             | Paolo Rotondo       |                   |